# Cataspilates plurilineata
Cataspilates plurilineata là một loài bướm đêm trong họ Geometridae.